# リー・ナッシュ
リー・アン・ビンガム・ナッシュ（Leigh Anne Bingham Nash 1976年6月27日 - ）はアメリカの女性シンガーソングライター。クリスチャンロックバンド"シックスペンス・ノン・ザ・リッチャー"のヴォーカリスト。

## 概要
旧姓ビンガム。クリスチャンの家庭の末子としてテキサス州ニューブローンフェルズに生まれ、幼い頃からターニャ・タッカーやロレッタ・リンやパッツィ・クラインなどのカントリー音楽に親しむ。話せるようになった時期にはもう歌い始めていた。12歳の時から地元のカントリー&ウェスタンダンスホールに定期出演してカントリー音楽を歌い始める。1990年代初頭に教会のリトリートでソングライターのマット・スローカムと出会い、その直後にシックスペンス・ノン・ザ・リッチャーを結成した。
1993年、 ニューブラウンフェルズ高校（New Braunfels High School - 別名"Home of the Mighty Unicorns"）のホームカミング・プリンセス（Homecoming Princess）に選ばれる。
1994年、ファーストアルバムThe Fatherless and the Widowをリリース。当時のクレジットはリー・ビンガム。彼女の歌作りは、サンデイズやイノセンス・ミッション、クランベリーズから影響を受けた。1994年には雑誌"Syndicate"の読者投票で最優秀女性歌手に選ばれている。
1996年5月、キリスト教バンド"PFR"（プレイ・フォー・レイン）のドラマーのマーク・ナッシュと結婚。イリノイ州のキリスト教音楽祭"コーナーストーン・フェスティヴァル"で共演したのが、そもそものなれそめだった。
彼女はまた、カナダのロックバンド"デレリアム"にリードヴォーカルとして客演している。
2004年、シックスペンス・ノン・ザ・リッチャーが活動を休止。同年、長男ヘンリーを出産。
2005年秋から音楽活動を再開。2006年7月に発表したシングルMy Idea of Heavenを含む初のソロ・アルバムBlue on Blueを自レーベルOne Son Recordsから同年8月にリリースした。今後協演したいミュージシャンにウィリー・ネルソンの名を挙げている。2006年11月14日には、クリスマスソング集Wishing For This（EP）をOne Son Recordsからリリースした。同年、日本の女性和楽器バンドRin'のアルバムInland Seaに参加。New Day Rising, Never Knew What Love Meant, Sea of Tranquilityの3曲でリードヴォーカルを取った。
カリフォルニア州ロサンゼルスに住んでいたが、現在ふたたびナッシュヴィルに住む。2007年8月、マークとの離婚を発表した。
2008年1月、マット・スローカムと共にEPを録音していることをブログで発表。また、2008年4月からツアーを予定していることをも発表した。

## エピソードなど
- アメリカンアイドル第6シーズンのセミファイナリストであるサンダンス・ヘッド（en:Sundance Head）は親同士が長年の友人であり、1985年頃にはリーの家にサンダンスが遊びに来たことがある。このときサンダンスはリーに手品を見せようとして腕を火傷しかけたという[1]。
- 身長5フィート4インチ（約163センチ）。
- 趣味は絵を描くこと、物を書くこと、ビデオゲームをやること、そして古いカントリーミュージックを聴くこと。
- ハティ（Hattie）という名のフェレットを飼っている。
- 嫌いなことは喫煙、無礼、きたない手、傲慢、身体接触を伴うスポーツ、苦味。
- ニックネームにリアンダー（Leander）、リー＝ボブ（eigh-Bob）、プー（Pooh）、ビー・リンガム（Beigh Lingham）、Lドッグ（L-dog）などがある。